# Antonio Petito, artista comico
Antonio Petito, artista comico è una miniserie televisiva italiana in sette parti improntata sulla vita di Antonio Petito, il più grande interprete della maschera di Pulcinella, con la regia di Gennaro Magliulo, prodotto e trasmesso dalla Rai nel 1985; è interpretato da Mario Scarpetta nel ruolo di Petito.